# Monterey Bay FC
Monterey Bay FC (ang. Monterey Bay Football Club) – amerykański klub piłkarski, mający siedzibę w mieście Seaside w stanie Kalifornia, w południowo-zachodniej części kraju, grający od sezonu 2022 w rozgrywkach USL Championship.

## Historia
Chronologia nazw:
- 2021: Monterey Bay FC

Klub sportowy Monterey Bay FC został założony w miejscowości Seaside 1 lutego 2021 roku. Jest następcą francyzy Fresno FC, który występował w USL Championship i został rozwiązany w 2019, ponieważ nie był w stanie zabezpieczyć budowy stadionu piłkarskiego. Dyrektorem sportowym klubu będzie dwukrotny trener roku MLS Frank Yallop, który był wcześniej dyrektorem generalnym Fresno FC.

## Barwy klubowe, strój
|  |  |  |

Klub ma barwy niebiesko-zielono-żółte. Zawodnicy domowe spotkania zazwyczaj grają w białych koszulkach, białych spodenkach oraz białych getrach.

## Sukcesy

### Trofea międzynarodowe
Nie uczestniczył w rozgrywkach północnoamerykańskich (stan na 31-05-2020).

### Trofea krajowe
| \| \| Zdobyte trofea w rozgrywkach Stanów Zjednoczonych (stan na: 31-12-2020) \| |                                                                         |      |          |
| Rozgrywki                                                                        | Osiągnięcie                                                             | Razy | Sezon(y) |
| · Mistrzostwo                                                                    | I miejsce                                                               | 0    |          |
| · Mistrzostwo                                                                    | II miejsce                                                              | 0    |          |
| · Mistrzostwo                                                                    | III miejsce                                                             | 0    |          |
| Puchar                                                                           | zdobywca                                                                | 0    |          |
| Puchar                                                                           | finalista                                                               | 0    |          |
| II liga                                                                          | I miejsce                                                               | 0    |          |
| II liga                                                                          | II miejsce                                                              | 0    |          |
| II liga                                                                          | III miejsce                                                             | 0    |          |
| II liga                                                                          | ?.miejsce                                                               | 1    | 1922     |
| Stany Zjednoczone                                                                | Zdobyte trofea w rozgrywkach Stanów Zjednoczonych (stan na: 31-12-2020) |      |          |

## Struktura klubu

### Stadion
Klub piłkarski rozgrywał swoje mecze domowe na Freeman Stadium w mieście Seaside o pojemności 6000 widzów, który znajduje się w miasteczku studenckim California State University, Monterey Bay.

### Derby
- Los Angeles Galaxy
- Orange County SC
- San Diego Loyal SC